# 凌嘉勤
凌嘉勤，SBS（1957年—），香港城市規劃師，曾任香港特別行政區政府規劃署署長和香港規劃師學會會長，於香港公務員隊伍退休後繼續擔任多個公職。他現時是香港房屋協會主席、郊野公園及海岸公園委員會主席、香港理工大學暫任副校長（校園發展及設施管理）、賽馬會社會創新設計院總監和土地測量及地理資訊學系實務教授。

## 生平
凌嘉勤就讀於香港大學城市規劃學碩士課程，於1983年9月加入香港政府任職助理城市規劃師，於1996年5月晉升為總城市規劃師，2008年6月晉升為政府城市規劃師，2011年2月晉升為首席政府城市規劃師，並於2012年12月9日起出任規劃署署長至2016年11月21日退休。他在任內負責多項香港大型規劃項目，包括制訂《北部都會區發展策略》。凌嘉勤2007年至2009年期間擔任香港規劃師學會會長。
2017年6月30日，香港政府公佈授勳及嘉獎名單，凌嘉勤因為為政府和香港市民服務，表現卓越，尤其在推動城市規劃專業提供優質服務、增加土地供應，以及促進香港可持續發展等工作範疇內貢獻良多，獲頒授銀紫荊星章。
2019年8月30日，凌嘉勤被香港政府委任為郊野公園及海岸公園委員會主席，任期兩年。他分別於2021年及2023年時獲政府續任主席一職，任期至2025年8月31日為止。
2021年，香港政府聘請凌嘉勤任港深合作策略規劃顧問，任期六個月。
2024年3月16日，凌嘉勤暫任香港理工大學副校長（校園發展及設施管理），接替卸任的黃煜新副校長。
2024年9月13日，凌嘉勤於香港房屋協會第七十二屆周年委員大會上當選為房屋協會主席，任期三年。